# Weyhe-Denkmal

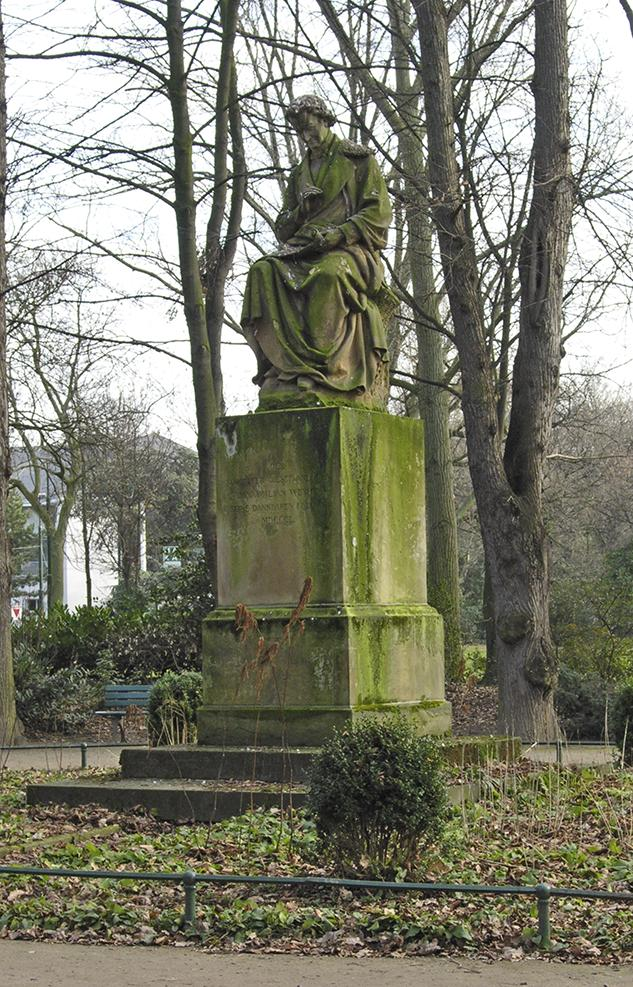
Weyhe-Denkmal im Hofgarten Düsseldorf

Das Weyhe-Denkmal befindet sich im Hofgarten in Düsseldorf-Stadtmitte. Das schon 1904 „unter den Witterungseinflüssen leidende Sandsteindenkmal“ stellt den bedeutenden Gartendirektor Maximilian Friedrich Weyhe (1775–1846) dar. Dieser hatte Anfang des 19. Jahrhunderts unter anderem den Düsseldorfer Hofgarten zu einem englischen Landschaftsgarten umgestaltet und erweitert.

## Geschichte und Beschreibung
Im Jahre 1848 legte der am Kölner Dom tätige Wiesbadener Bildhauer Karl Hoffmann ein Modell für das Weyhe-Denkmal vor. Das Denkmal sollte „den Verblichenen in seinen Schöpfungen handelnd“ darstellen. Nachdem im April 1850 der Vertrag geschlossen worden war, wurde das Denkmal bereits im September desselben Jahres vollendet. Es zeigt den „Meister mit überschlagenem Mantel auf einem Baumstumpf sitzend, die rechte Hand hält den Stift, die linke auf dem Knie ruhend, den Plan des Hofgartens“ haltend.